# 沢松順子
沢松 順子（さわまつ じゅんこ、1948年4月10日 - ）は、兵庫県西宮市出身の元女子テニス選手。
1975年のウィンブルドン女子ダブルス部門で優勝した沢松和子の姉で、沢松奈生子の母親である。神戸松蔭女子学院大学卒業。妹の和子とペアを組み、1970年のウィンブルドン女子ダブルスでベスト8に入った。身長164cm、体重62kg。右利き、バックハンド・ストロークは両手打ち。

## 選手経歴
沢松家は、順子から見れば祖父の時代からのテニス名門一家だった。西宮市にあるテニスコートつきの家で、順子と和子の2人姉妹は自然にテニスに親しんでいった。順子は1965年（昭和40年）に「全日本ランキング」の女子シングルスで7位に入り、1967年と1969年には3位にランクされたが、テニス成績では妹の和子に抜かれてゆく。順子は1968年と1969年の2度、全仏オープンの女子シングルスに出場したが、どちらも1回戦敗退に終わった。順子は1968年・1969年・1971年の3度、全日本室内テニス選手権の女子ダブルスで優勝がある。
1970年のウィンブルドン女子ダブルスで、沢松順子は和子と姉妹ペアを組んでベスト8に進んだが、準々決勝で第2シードのビリー・ジーン・キング＆ロージー・カザルス組に 0-6, 4-6 で敗れた。当時の日本人女子テニス選手としては、このウィンブルドン女子ダブルス8強進出は画期的な偉業であった。順子の4大大会挑戦は、この後1971年全米オープンの女子シングルス出場があるが、これも1回戦敗退に終わっている。

## 私生活
順子の夫であり、沢松奈生子の父である沢松忠幸は立教大学卒で、順子が神戸松蔭女子学院大学在学中に知り合い、順子と結婚。1973年3月23日、娘の沢松奈生子が生まれた。1974年には義理の妹となった和子とペアを組みウィンブルドンの混合ダブルス部門に出場している。奈生子が5歳の時、忠幸がドイツ・デュッセルドルフに転勤を命じられ、家族は5年間ドイツで過ごした。奈生子が成長してプロテニス選手になった後、母親の順子はしばらくの間娘の海外遠征に同行した。1995年1月17日の阪神・淡路大震災で、西宮市にある沢松家は全壊の被害に遭ったが、家族は全員無事に助かった。